# 李结
李结（8世纪778年至788年间—822年7月29日），唐朝皇子，本名李滋，是唐顺宗李诵的第九子，生母赵昭仪。

## 生平
生年没有记载，当在长兄唐宪宗出生的778年之后。贞元四年（788年），李结被祖父唐德宗封为云安郡王。贞元二十一年（805年），李结被父亲唐顺宗封为宋王，长庆二年（822年）七月初八丙申，李结去世。

## 家庭
- 女：華亭縣主，嫁壽王李琩外孫司農寺主簿丘玄素。[3]